# Gerti Pertlwieser
Gerti Pertlwieser (7 de abril de 1925-12 de junio de 1986) fue una deportista austríaca que compitió en piragüismo en la modalidad de eslalon. Ganó cuatro medallas en el Campeonato Mundial de Piragüismo en Eslalon, en los años 1949 y 1951.

## Palmarés internacional
| Campeonato Mundial | Campeonato Mundial | Campeonato Mundial | Campeonato Mundial |
| Año                | Lugar              | Medalla            | Competición        |
| ------------------ | ------------------ | ------------------ | ------------------ |
| 1949               | Ginebra (Suiza)    | Medalla de oro     | F1 por equipos     |
| 1949               | Ginebra (Suiza)    | Medalla de bronce  | F1 individual      |
| 1951               | Steyr (Austria)    | Medalla de oro     | F1 individual      |
| 1951               | Steyr (Austria)    | Medalla de oro     | F1 por equipos     |